# Bill Sarpalius

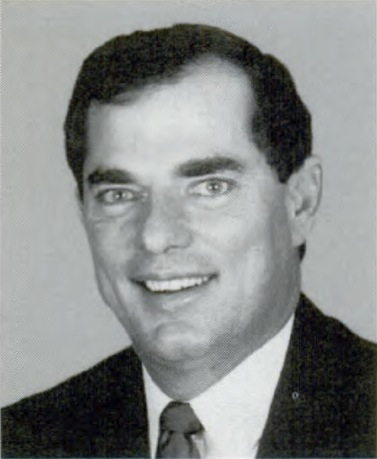
Bill Sarpalius (1993)

William „Bill“ Sarpalius (* 10. Januar 1948 in Los Angeles, Kalifornien) ist ein US-amerikanischer Politiker. Zwischen 1989 und 1995 vertrat er den Bundesstaat Texas im US-Repräsentantenhaus.

## Werdegang
Bill Sarpalius wuchs in Houston und auf der Cal Farley’s Boys Ranch nahe Amarillo auf. In den Jahren 1967 und 1968 leitete er die Texas Future Farmers of America Association, eine Nachwuchsorganisation der Farmer. Bis 1970 besuchte er das Clarendon College. Danach studierte er bis 1972 an der Texas Tech University. Anschließend war er von 1972 bis 1978 bei der Verwaltung und als Lehrer bei der Cal Farley’s Boys Ranch angestellt. Außerdem studierte er bis 1978 auch an der West Texas State University. Gleichzeitig begann er als Mitglied der Demokratischen Partei eine politische Laufbahn. Von 1981 bis 1989 gehörte er dem Senat von Texas an.
Bei den Kongresswahlen des Jahres 1988 wurde Sarpalius im 13. Wahlbezirk von Texas in das US-Repräsentantenhaus in Washington, D.C. gewählt, wo er am 3. Januar 1989 die Nachfolge von Beau Boulter antrat. Nach zwei Wiederwahlen konnte er bis zum 3. Januar 1995 drei Legislaturperioden im Kongress absolvieren. Im Jahr 1994 unterlag er dem Republikaner Mac Thornberry. Nach dem Ende seiner Zeit im US-Repräsentantenhaus arbeitete Sarpalius einige Jahre für das Bundeslandwirtschaftsministerium. Heute leitet er eine Beraterfirma in Washington.